# Doraemon 2
Doraemon 2: Nobita no Toys Land Daibouken (ドラえもん2 のび太のトイズランド大冒険) est un jeu vidéo de plates-formes - aventure co-développé par Sakata SAS et Pophouse, et édité par Epoch en décembre 1993 exclusivement au Japon sur Super Famicom. Le jeu est inspiré du manga Doraemon.

## Synopsis
Doraemon et ses compagnons voyagent au Monde des Jouets (Toys Land) qui est menacé par des jouets maléfiques.

## Système de jeu
L'exploration des villes se fait en vue aérienne avec des éléments de jeu de rôle. Certains emplacements donne alors accès à des niveaux d'action plates-formes en 2D. Cinq personnages sont jouables: Doraemon, Nobita, Suneo, Gian et Shizuka.